# Desiderio nella polvere
Desiderio nella polvere (Desire in the Dust), è un film del 1960 diretto da William F. Claxton. La sceneggiatura si basa sul romanzo Desire in the Dust di Harry Whittington pubblicato a Greenwich, nel Connecticut nel 1956.

## Trama
Lonnie Wilson è appena uscito di galera dopo sei anni di lavori forzati che ha scontato per essersi addossato la colpa di una morte accidentale causata dalla sua amante che è anche la figlia del padrone. Tornato da lei, scopre che non l'ha aspettato e che si è sposata. Per vendicarsi, mette sull'avviso il marito che, così, sorprende la moglie in una situazione piuttosto compromettente con l'ex-amante. Colta sul fatto, la donna protesta di essere stata vittima di un tentativo di stupro; suo padre le crede e denuncia l'ex-galeotto allo sceriffo che lo cerca per ucciderlo. Fra il giovane ed il marito di lei nasce, però, una strana alleanza che porterà allo smascheramento della donna e, successivamente, al divorzio.

## Produzione
Il film fu prodotto dalla Lippert Pictures.

## Distribuzione
Il copyright del film, richiesto dalla Twentieth Century-Fox Film Corp., fu registrato il 15 settembre 1960 con il numero LP17432.
Distribuito dalla Twentieth Century Fox Film Corporation, il film fu presentato in prima a New York l'11 ottobre 1960. Il 5 febbraio 1961, fu distribuito anche nel Regno Unito. Nello stesso anno, il film uscì in Austria (in agosto), in Svezia (7 agosto), Messico (9 novembre). Il 22 gennaio 1962, venne distribuito in Danimarca.